# Zingiber engganoense
Zingiber engganoense là một loài thực vật có hoa trong họ Gừng. Loài này được Ardiyani Marlina mô tả khoa học lần đầu tiên năm 2015.

## Từ nguyên và lưu ý
Tính từ định danh giống trung engganoense (giống đực/cái: engganoensis) là tiếng Latinh, lấy theo tên gọi địa phương lấy mẫu điển hình là đảo Enggano. Danh từ Zingiber là giống trung nên danh pháp chính xác là Z. engganoense không phải Z. engganoensis như ghi nhận trong bài báo gốc của Ardiyani.

## Mẫu định danh
Mẫu định danh: Ardiyani M., Wardani W. & Rosalina D., Enggano 190; thu thập ngày 25 tháng 4 năm 2015 ở cao độ 17 m, tọa độ khoảng 5°21′37″B 102°16′57″Đ / 5,36028°B 102,2825°Đ, tại sông Jangkar, đảo Enggano (tây nam đảo Sumatra), tỉnh Bengkulu, Indonesia. Mẫu holotype được lưu giữ tại Trung tâm Nghiên cứu Sinh học Indonesia ở Cibinong (BO).

## Phân bố
Loài này có tại đảo Enggano (tây nam đảo Sumatra), tỉnh Bengkulu, Indonesia. Môi trường sống là rừng thứ sinh dọc theo bờ sông dốc đứng trên lớp đất mỏng che phủ san hô, ở cao độ 0–20 m.

## Mô tả
Chồi lá cao tới 5 m, không mọc thành cụm, với ~25 lá; gốc màu xanh lục sáng, có lông tơ, dường kính 3 cm. Thân rễ vỏ màu nâu sáng, ruột màu kem, với vài củ nhỏ. Các củ hình elip hẹp, vỏ màu kem tới nâu sáng, ruột màu kem. Bẹ lá với các vảy có lông tơ màu đỏ sáng. Lưỡi bẹ 2 thùy, chẻ tới đáy, đỉnh nhọn-thuôn tròn, 0,5-1,7 × 1,2-1,3 cm, có lông tơ, màu xanh lục sáng, mỏng, dạng giấy ở các mẫu vật khô. Cuống lá phồng, nghiêng sang trí hay phải 45°, màu xanh lục sáng, có lông tơ. Lá thẳng-hình elip về phía đáy, thẳng-hình mác về phía ngọn, 18,5-46 × 3,5-9,5 cm, có lông tơ, mặt trên màu xanh lục sáng, phấn xám mặt dưới, đáy tù-thuôn tròn, xiên, đỉnh nhọn thon-nhọn (đuôi dài 1-1,5 cm), uốn nếp, mỏng dạng giấy. Cụm hoa từ thân rễ, gắn với đáy chồi lá, thẳng đứng, dài 40,5-49,5 cm. Cán hoa có tới 10 vảy có lông tơ che phủ, dài 35–40 cm, đường kính 2-2,5 cm, có lông tơ, màu xanh lục sáng; các vảy xếp chồng nhưng rời, rộng hơn về phía đỉnh, dài 2-2,5 cm, màu đỏ sáng với các sọc dọc màu nâu sẫm ở các mẫu vật khô. Cành hoa bông thóc hình trụ và thon nhỏ dần về phía đỉnh, 13,5-18 × 4-4,5 cm, gồm các lá bắp xếp chồng theo kiểu xoắn ốc. Lá bắc hình trứng ngược với đỉnh cắt cụt, 2,9-3,5 × 3,1-3,5 cm, có lông tơ, màu đỏ tươi, về phía đáy màu trắng, với các đường màu vàng-nâu và rìa đốm đen, đỉnh cuộn trong, phần cuộn trong dài 2-2,5 mm. Lá bắc con hình trụ, chẻ tới đáy, đỉnh nhọn, có nắp, 3,6-4 x 0,5 cm, màu đỏ, về phía đáy màu trắng, 3–5 mm phía đỉnh thò ra ngoài rìa lá bắc. Đài hoa có răng, chẻ sâu một bên, 1,6-1,7 × 1,3 cm, màu trắng trong suốt. Tràng hoa dài 5,7 cm, màu kem trắng với ánh nâu hoe đỏ, rìa đốm đen và các đường màu đen; thùy tràng lưng dạng thuyền, hình elip, đỉnh nhọn, hơi có nắp, 2,4-2,7 × 1 cm; các thùy nhị lép bên thẳng-hình mác, 2,3-2,4 × 0,5-0,6 cm. Cánh môi hẹp tại đáy, rộng hơn về phía đỉnh có khía răng cưa, 2,2 × 1,1 cm, màu nâu ánh đỏ với vệt màu kem; các thùy bên hình mác, chẻ sâu, 1,4-1,6 × 0,4-0,5 cm, màu nâu ánh đỏ với các đóm màu kem. Bao phấn cong ~50°, 1,4 × 0,4 cm, dày 2 mm, màu vàng. Mào bao phấn với chóp hình chữ S, dài 1,4 cm, màu vàng. Đầu nhụy hình chén với rìa có lông, màu trắng trong suốt. Bầu nhụy 5 × 4,5 mm, màu kem. Nhụy lép 2, hình dùi với đỉnh nhọn, 9 × 1 mm, màu trắng. Quả thuôn tròn, với dấu vết của đài màu kem-trắng, 1,6 x 1 cm, màu đỏ, đáy màu trắng. Mỗi ngăn chứa 4 hạt, ~1,4 × 7 mm. Hạt hình xoan, 8 × 4,5 mm, màu đen, áo hạt màu trắng. Ra hoa và tạo quả vào cuối tháng 4.
Loài này là tương tự như Z. spectabile, đặc biệt là ở cụm hoa và đỉnh cuộn trong màu đỏ các lá bắc. Tuy nhiên, nó khác ở chỗ kiểu phát triển là khác biệt, với Z. engganoense gần như chỉ được tìm thấy ở dạng sống đơn độc, tách biệt với các loài khác. Ngoài ra, lưỡi bẹ 2 thùy chẻ tới đáy và đỉnh thuôn tròn, cuống lá nghiêng tới 45°, lá màu xanh lục sáng, phấn xám mặt dưới, phiến lá uốn nếp và mỏng, cánh môi hẹp đáy đỉnh thuôn tròn có khía răng cưa, nhị lép bên tách rời khỏi cánh môi; so với lưỡi bẹ nguyên, cuống lá hơi nghiêng, lá màu xanh lục sẫm với gân giữa mặt trên màu trắng ánh lục, phiến lá không uốn nếp và dày, cánh môi rộng đáy thu hẹp về phía đỉnh với các thùy bên chẻ sâu, nhị lép bên hợp sinh ở đáy cùng cánh môi ở Z. spectabile.